# 小行星4484
小行星4484（4484 Sif）是一颗围绕太阳公转的小行星。1987年2月25日，保羅·詹森在霍尔拜克发现了此天体。
該小行星以北歐神話的女神希芙命名。
这颗小行星的绝对星等为359.456150600845等。